# Садыков, Абид Садыкович
Аби́д Сады́кович Сады́ков (2 (15) ноября 1913 года, Ташкент, — 21 июля 1987 года, Ташкент) — узбекский химик-органик, академик (1947) и президент (1966—1984) Академии наук Узбекской ССР, действительный член Академии наук СССР с 28 ноября 1972 года по Отделению общей и технической химии (член-корреспондент с 1 июля 1966 года), Герой Социалистического Труда (1973). Лауреат Государственной премии Узбекской ССР имени Беруни.

## Биография
После окончания Среднеазиатского (Ташкентского) университета (1937) преподавал в Ташкентском текстильном институте (1937—1939), Узбекском университете (1939—1941). С 1941 года работал в Среднеазиатском (Ташкентском) университете (с 1956 года заведующий кафедрой, в 1958—1966 годах — ректор). Одновременно был директором Института химии АН Узбекской ССР (1946—1950; после смерти Садыкова институту присвоено его имя), руководителем отдела биоорганической химии АН Узбекской ССР (с 1973).
Труды по химии природных соединений, главным образом алкалоидов. Под его руководством в практике исследований природных соединений и биоорганической химии широко использовались спектроскопия и радиоспектроскопия, квантовая химия, конформационный анализ, математическое моделирование химических структур и свойств.
Депутат Верховного Совета СССР 9-го созыва.
Похоронен в Ташкенте на мемориальном кладбище «Чигатай».
В 2002 году посмертно награждён орденом «Буюк хизматлари учун».

## Работы
- Химия алкалоидов, Таш., 1956;
- Листья хлопчатника — ценное химическое сырьё. Таш., 1967 (совм. с А. В. Туруловым);
- Краткие итоги научных исследований по борьбе с вилтом хлопчатника, Таш., 1971 (совм. с С. Н. Рыжовым);
- Химия среднеазиатской флоры, М., 1973;
- Синтезы органических препаратов пиридинового ряда. Таш., 1974 (совм. с О. С. Отрощенко, Ю. В. Курбатовым).

## Награды
- Герой Социалистического Труда (16.11.1973)
- 4 орденов Ленина (15.09.1961, 01.03.1965,[5] 16.11.1973, 17.09.1975)
- орден Октябрьской Революции (20.07.1971)
- орден Трудового Красного Знамени (16.01.1950)
- орден Дружбы народов (15.11.1983)
- орден «Знак Почёта» (23.01.1946)[6]
- медаль «за трудовую доблесть» (08.10.1954)